# 父親と家族
父親と家族（ちちおやとかぞく、Fathers & Families）は、家庭に関する裁判の改革を求めるアメリカの組織である。この組織は、子どもが両方の親から愛情と世話を受ける権利を擁護されるように強く求めており、離婚の訴訟手続きにおいて、共同親権（共同育児）を原則的に適用するように主張している。また、父親の権利の遵守を求める多くの裁判を支持している。
「父親と家族」は、アメリカ合衆国において、父親の権利を主張するグループの中でも、おそらくトップの位置を占めており、ニューヨーク・タイムズ、クリスチャン科学モニター、NPRやPBSのテレビの特別番組などで、頻繁に取り上げられている。
「父親と家族」は、1994年に、「父親と家族の基金」として、Ned Holstein（医師）、 John Cristofano、 John Maguire、Phil Clendenning らによって設立された。2002年に組織名称を短くし、「父親と家族」とした。この組織の基盤は、マサチューセッツ州から全米へ広がっている。

## ビジョン
「父親と家族」は次のようなことが実現する社会を目指している。
- 親が離婚や別居をしても、子どもと双方の親との結びつきが保たれて、子どもは幸福であり、うまく行く。
- 子どもは両方の親から養育や教えを受けるという自然権を持っている。
- 社会は、子どもの福祉のために、父親と母親は同じように重要であると認識して処遇する。
- 離婚や別居の際には、共同養育（共同親権）が基本的に採用される。
- 離婚や別居の後で、裁判所は、父親と母親が別々に暮らして自分自身と子どもを養っていけるように、養育費を決める。

## 基本的な理念
以下の3項目を基本的な理念としている。
- 「共同親権」：ほとんどの離婚後の家庭や未婚の家庭にとって共同親権は最良の解決である。
- 「性の平等」：裁判所には性の偏見がある。その是正を求める。
- 「人権の擁護」：裁判所は親の権利を軽視している。その是正を求める。

## 活動内容
「父親と家族」は、改革を求めて多くのことを成し遂げてきた。活動グループの中でも、望ましい法律の作成を働きかけて最も多く成立させている。家庭裁判所の改革を求める組織のうちで、最も有効な活動を行っている。
1. 一般の人への啓蒙 -「父親と家族」は、子どもを愛する父親の声をメディアに届けている。家庭裁判所を改革する必要性を訴えて、恒常的にメディアに登場している。
2. ロビー活動 - 「父親と家族」は、家庭裁判所を改革する法律の成立を目指して活動を行っている。全米の各州において共同親権のための多数の法律を成立させている。
3. 法的弁護の基金 - 「父親と家族」は、提携する州の上級裁判所のケースにおいて、法廷助言者が提出する意見書を提供し、自分たちの立場を主張している。
4. 意見の送付 - オピニオン・リーダー達に、組織の意見を送付している。「父親と家族」は、共同養育と家庭裁判所の改革を促進し、子どもが抱える大きな問題の解決を求めている。また、同じ活動をする仲間を支援している。
5. 研究 - 「父親と家族」は、科学的研究に基づいて「家庭裁判所を改革すれば子どもの八つの大きな問題が減る」という声明を発表した。「父親と家族」は、この声明を作成するにあたって、大学の研究者やその他の専門家の助力を得ている。子どもの8つの大きな問題とは、児童虐待、学業成績悪化、気分が落ち込むこと、孤立、粗暴な行動、不健康、10代の妊娠、薬物依存、将来の家族関係が悪化すること、である。
6. 強力な支持者を増やすこと - カリフォルニア州、マサチューセッツ州、オハイオ州を中心に、支持者の獲得を目指している。リーダーシップを明らかにし、委員会レベルの資金調達を行っている。「父親と家族」のウェブサイトやEメールの読者は5万人を超えている。
7. 会員数の増大 - 「父親と家族」には、活動を支える多くの会員がいる。会員は、着実に増加している。会員からの寄付は、改革戦略の実行を可能にしている。2010年には、年間3000万円の寄付が集まり、使命達成のための活動を可能にした。寄付は毎年増えつつある。

## 活動成果
「父親と家族」は、全米各州において、共同親権に関する法案を多数成立させている。リスト参照。